# Ulopa
Ulopa – rodzaj pluskwiaków z rodziny Ulopidae i podrodziny Ulopinae. Zamieszkuje palearktyczną i orientalną Eurazję od Półwyspu Iberyjskiego po Azję Środkową i subkontynent indyjski.

## Morfologia i ekologia
Głowa ich nie jest rozszerzona ku wierzchołkowi, a jej krawędzie boczne nie rozbiegają się wyraźnie ku przodowi. Frontoklipeus jest nabrzmiały, oddzielony od wypukłego przedustka głęboką bruzdą, wyraźnie szerszy niż policzki mierzone poniżej oczu złożonych. Ciemię jest krótkie, o krawędzi przedniej szerszej niż tylnej i lekko zafalowanej. W widoku bocznym tylna krawędź przedplecza ma wcięcie w części tylno-brzusznej. Edeagus dzieli się na dwa trzony i ma w związku z tym dwa gonopory. Na wierzchołkach trzonów znajdują się skierowane ku sobie, długie wyrostki. Walwy są całkowicie zespolone z pygoforem. Stylusy są ku szczytom zwężone i tam zakrzywione, zaopatrzone w dość długie wyrostki boczne.
Owady te są fitofagami ssącymi soki z roślin z rodziny wrzosowatych.

## Taksonomia
Takson ten wprowadzony został w 1814 roku Carla Fredrika Falléna. W 1848 roku Émile Blanchard dokonał wyznaczenia jego gatunkiem typowym Cicada obtecta, opisanego w 1806 roku przez Falléna, później zsynonimizowanego z U. reticulata, opisanym w 1794 roku przez Johana Christiana Fabriciusa.
Do rodzaju tego należą cztery opisane gatunki:
- Ulopa brunneus Singh-Pruthi, 1930
- Ulopa carneae Wagner, 1955
- Ulopa lamia Linnavuori, 1972
- Ulopa reticulata Fabricius, 1794